# Ertić
Ertić – wieś w Chorwacji, w żupanii karlowackiej, w gminie Žakanje. W 2011 roku liczyła 16 mieszkańców.